# Ōgai Mori
Ōgai Mori (jap. 森 鷗外 Mori Ōgai; ur. 17 lutego 1862 w Tsuwano, zm. 8 lipca 1922 w Tokio) – japoński lekarz, naukowiec w dziedzinie medycyny, chirurg wojskowy, pisarz, dramaturg, poeta, tłumacz literatury europejskiej, współtwórca współczesnej literatury japońskiej, krytyk literatury i sztuki, reformator języka, wykładowca estetyki, historyk i dyrektor Cesarskich Muzeów i Bibliotek.

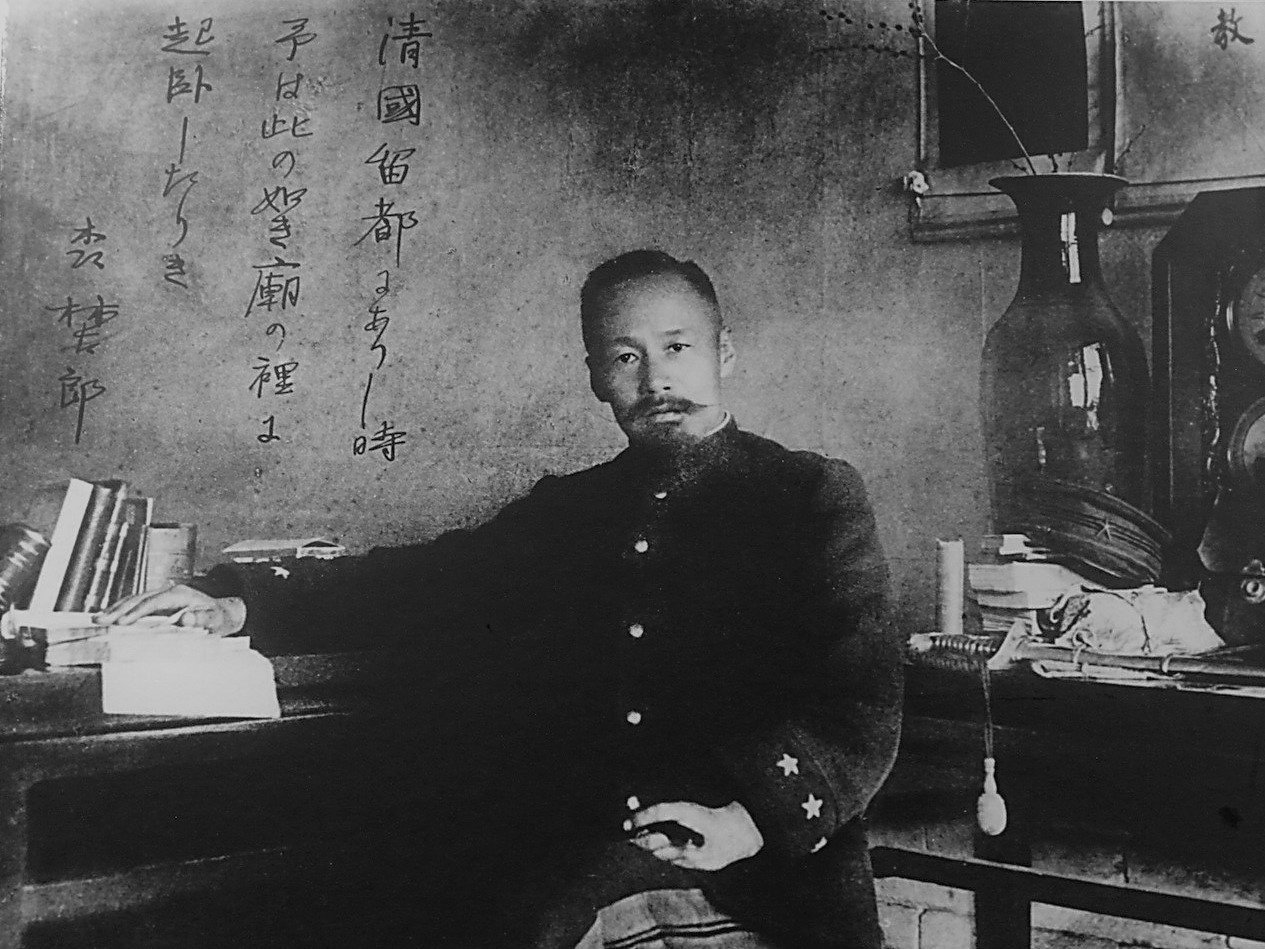
Ōgai Mori w Mukdenie (ob. Shenyang) w czasie wojny rosyjsko-japońskiej (1905)

## Życiorys
Urodził się jako Rintarō Mori w Tsuwano w ówczesnej prowincji Iwami (ob. miasto Tsuwano, prefektura Shimane). Jego rodzina służyła od pokoleń jako lekarze hanu Tsuwano, klanu Kamei. Jako najstarszy syn został wysłany na naukę do konfucjańskiej akademii, gdzie uczył się tradycyjnej chińskiej medycyny. Ponadto, brał lekcje rangaku (zachodniej/holenderskiej medycyny). 
W 1872 roku, po restauracji Meiji i zniesieniu hanów, z całą rodziną przeniósł się do Tokio. Uczył się prywatnie języka niemieckiego, który wyparł język niderlandzki jako główny język edukacji medycznej. W latach 1875–1881 studiował na Wydziale Medycznym Uniwersytetu Tokijskiego. Po ukończeniu studiów pracował dla swojego ojca, ale  ostatecznie podjął pracę w Ministerstwie Armii (Rikugun-shō). Zgodnie z jego zamiarami został w 1883 roku wysłany na dalsze studia w Niemczech.
Studiował tam cztery lata pod kierunkiem Maxa von Pettenkofera (1818–1901), Roberta Kocha (1843–1910) i innych wybitnych naukowców w Lipsku, Dreźnie, Monachium i Berlinie. Zainteresował się wówczas także europejską literaturą, filozofią, teatrem i sztuką. 
Doświadczenia i wiedza wyniesione z Europy pozwoliły mu na aktywne uczestnictwo w społecznych debatach dotyczących japońskiego przejścia do nowoczesności. Opowiadał się za krytyczną analizą zarówno tradycyjnej, jak i współczesnej wiedzy i starał się stworzyć globalną atmosferę naukową. Nie wahał się też atakować swoich przełożonych i medyczny establishment. Jako pisarz opublikował pionierskie prace, posługując się pseudonimem Ōgai. Pisał na tematy filozoficzne, zwłaszcza dotyczące estetyki. W 1889 roku założył własne pismo „Shigaramizōshi” („Więzy Literackie”, 1889–1894), opublikował swoje pierwsze poezje Omokage (Obrazy, 1889). 
Po wybuchu wojny chińsko-japońskiej (1894–1895) Mori służył w Korei, Mandżurii i na Tajwanie. Jako lekarz był świadkiem walk w czasie wojny z Rosją (1904–1905). 
Po powrocie z wojny z Rosją Mori został mianowany naczelnym chirurgiem sztabu i szefem Wydziału Medycznego w Ministerstwie Armii. Wprowadził szczepienia przeciw durowi brzusznemu w armii japońskiej i powołał Komisję Badania Chorób Beri-beri. Jednocześnie prowadził swoją działalność literacką, a jego willa z widokiem na morze stała się centralnym punktem życia literackiego w Tokio. W tej fazie swojej twórczości Mori stworzył wiele krótszych tekstów, ale są one trudne do sklasyfikowania. W doskonałej prozie poruszał napięcia między sztuką, nauką i polityką oraz odnosił się do doświadczeń społeczeństwa „w okresie przejściowym”. 
Śmierć cesarza Meiji w 1912 roku doprowadziła wielu intelektualistów do przeorientowania swoich poglądów. Mori zwrócił się ku historii Japonii i zaczął pisać narracje historyczne, aby zbadać kondycję ludzką w przednowoczesnej Japonii. Był też autorem pierwszej z serii biografii historycznych, w których pojawili się konfucjańscy uczeni i lekarze. Jednocześnie nadal tłumaczył klasyczną i współczesną literaturę europejską. Tylko w 1913 roku ukazały się jego przełomowe przekłady Makbeta Szekspira, Nory Ibsena i obu części Fausta Goethego. 
W 1915 roku złożył rezygnację z pracy w Ministerstwie Armii, na którą wyrażono zgodę w następnym roku.
Pod koniec 1917 roku Mori został mianowany dyrektorem generalnym muzeów cesarskich i dyrektorem cesarskiego archiwum. Podczas swojej kadencji promował działalność badawczą muzeów i dążył do ich kontaktów z publicznością. W 1919 roku powołano go na stanowisko dyrektora-założyciela Imperial Academy of Fine Arts (Teikoku Bijutsu-in, ob. The Japan Art Academy). 
Jednym z życzeń zapisanych w jego testamencie było pochowanie go bez honorów państwowych.

## Galeria

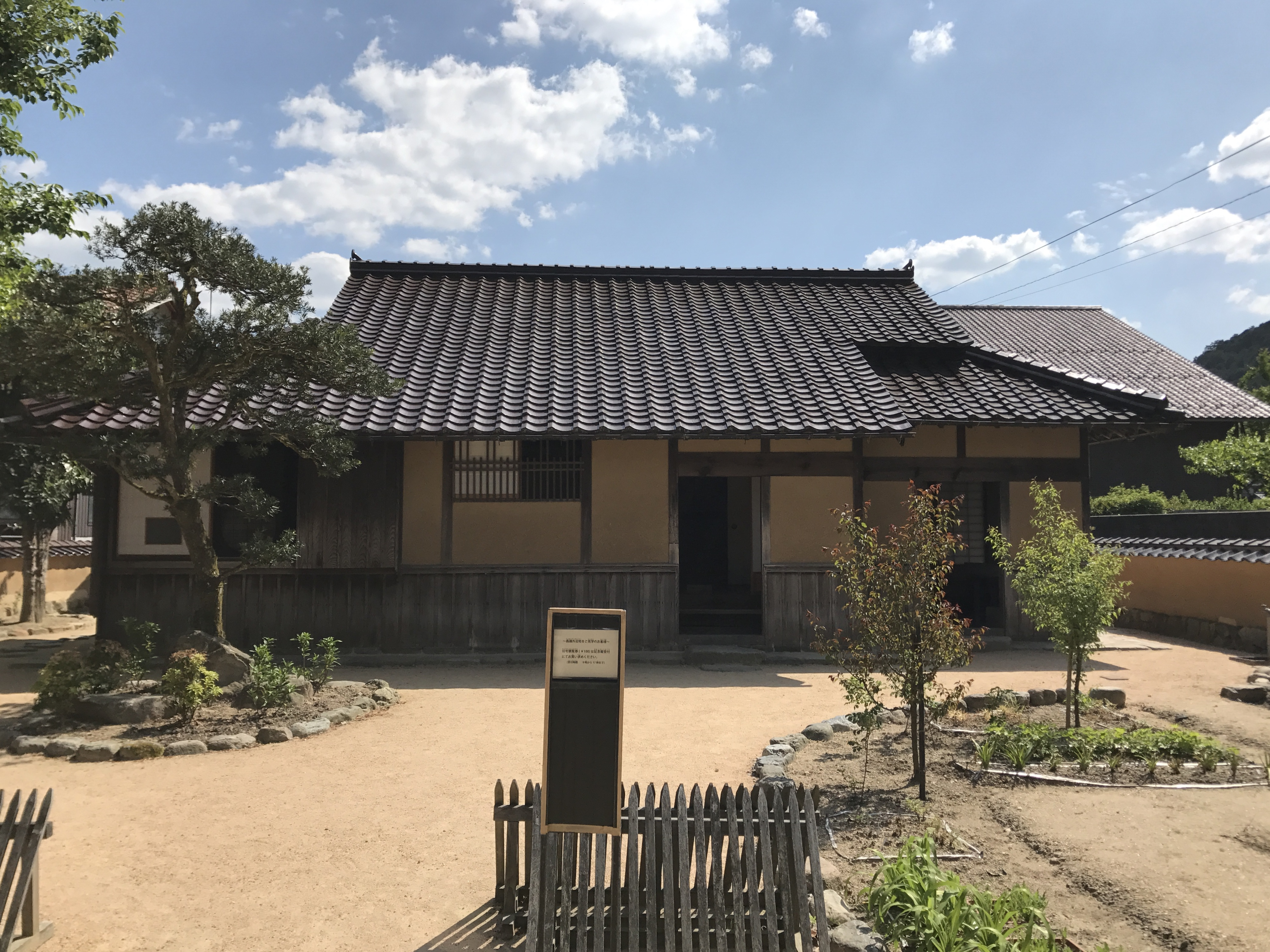
Miejsce urodzenia pisarza
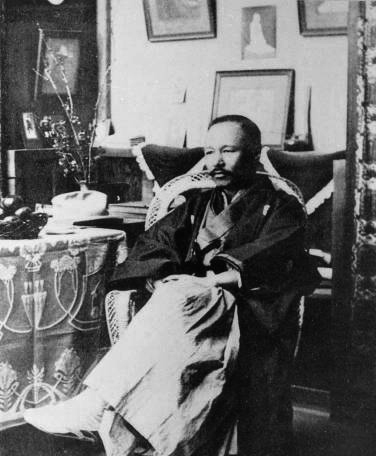
Mori u rzeźbiarza, Kōzaburō Takeishi (1911)
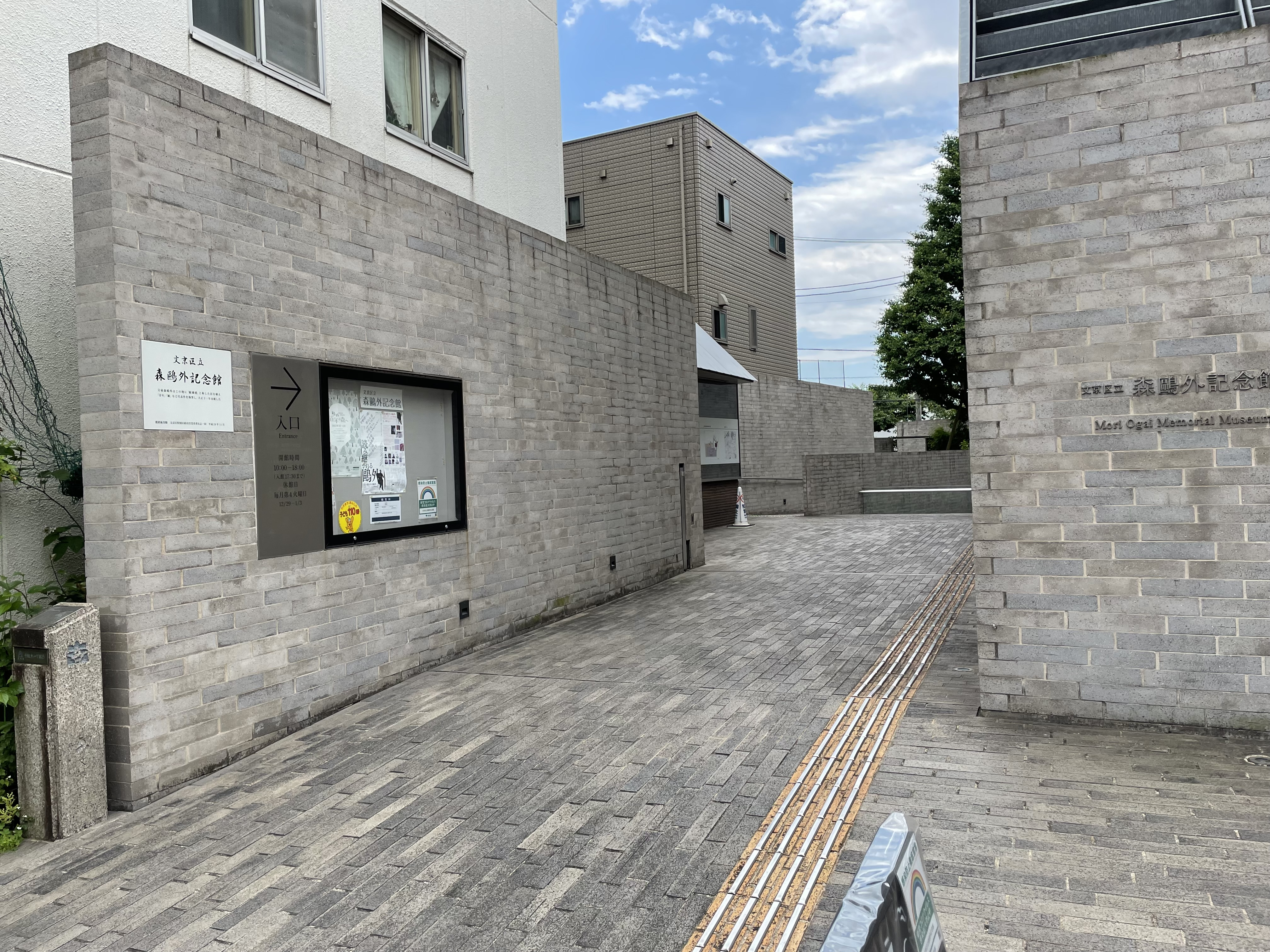
Muzeum pamięci w Tokio

## Dzieła
- Maihime (舞姫 Tancerka, 1890)
- Utakata no ki (うたかたの記, Zapiski na pianie, 1890)
- Fumizukai (文づかひ, Posłaniec, 1891)
- Kamen (仮面, Maska, 1909)
- Wita sekusuarisu (ヰタ・セクスアリス, Vita sexualis, 1909)
- Seinen (青年, 1910)
- Gan (雁, Dzika gęś, 1911–1913)
- Okitsu Yagoemon no isho (興津弥五右衛門の遺書, 1912)
- Sanshō Dayū (山椒大夫, Zarządca Sanshō, 1915)
- Takasebune (高瀬舟, 1916)
- Shibue Chūsai (渋江抽斎, 1916)